# Smartwatch

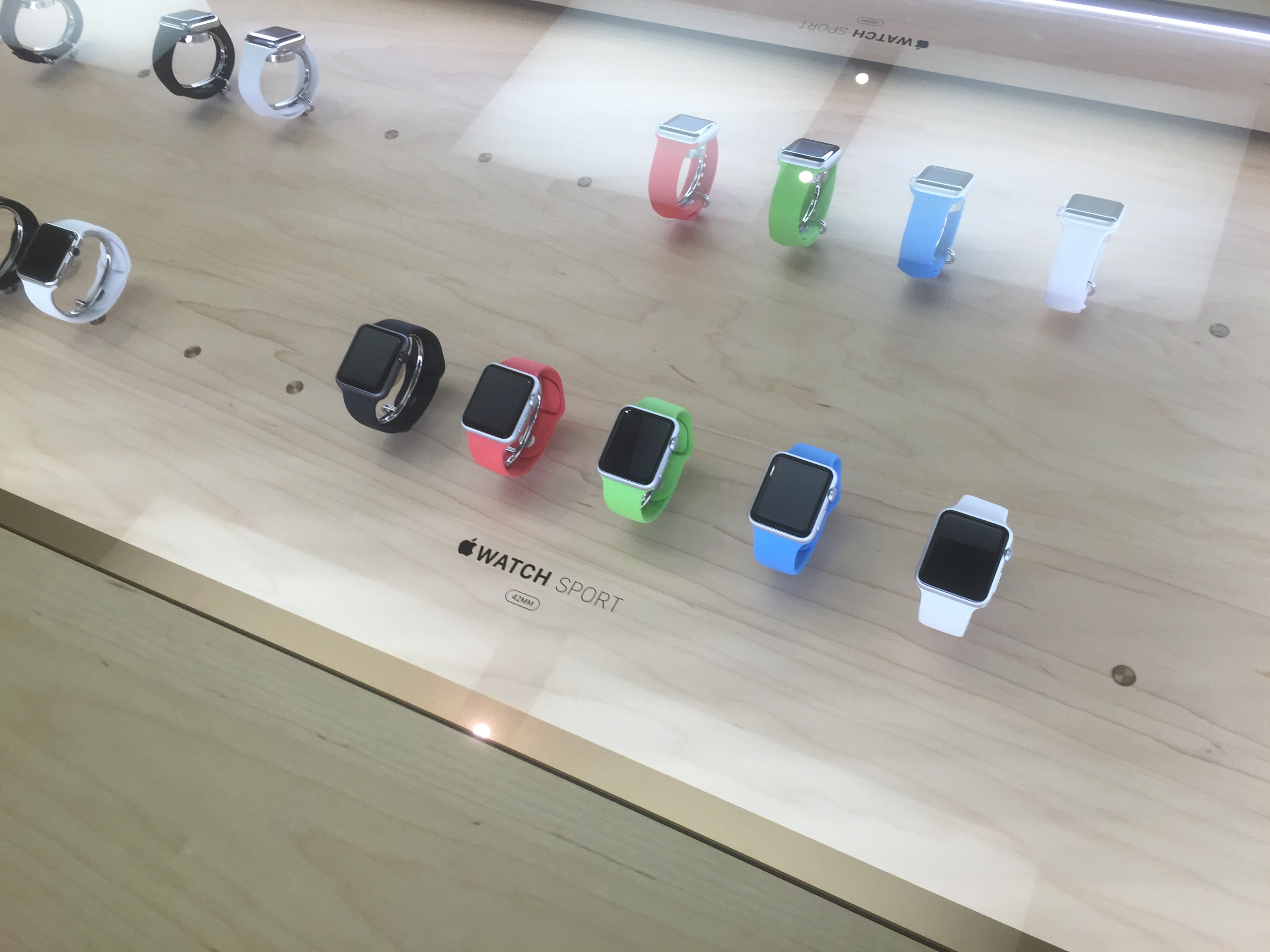
Apple Watches in einem Apple Store

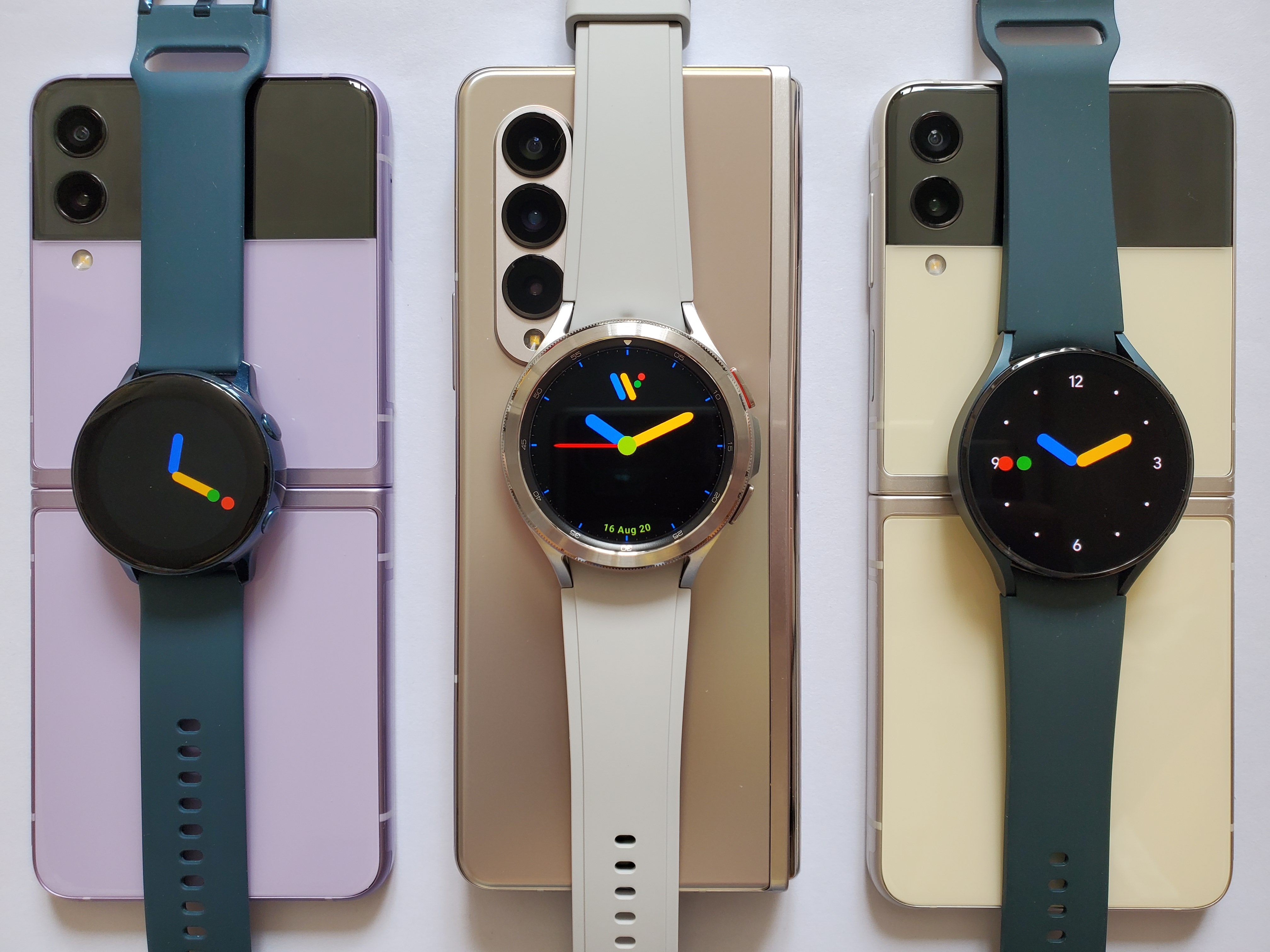
Samsung Galaxy Watch

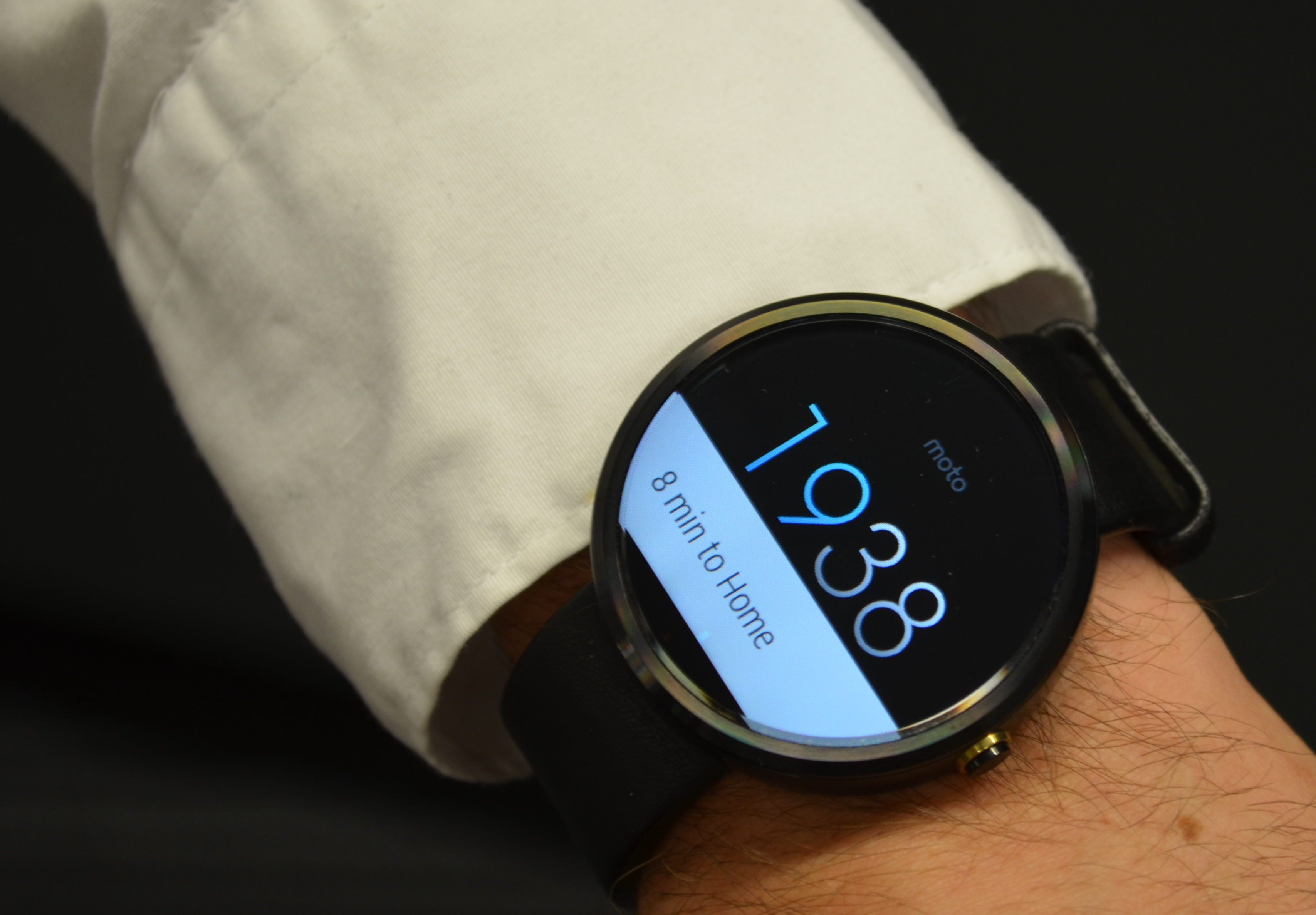
Motorola Moto 360

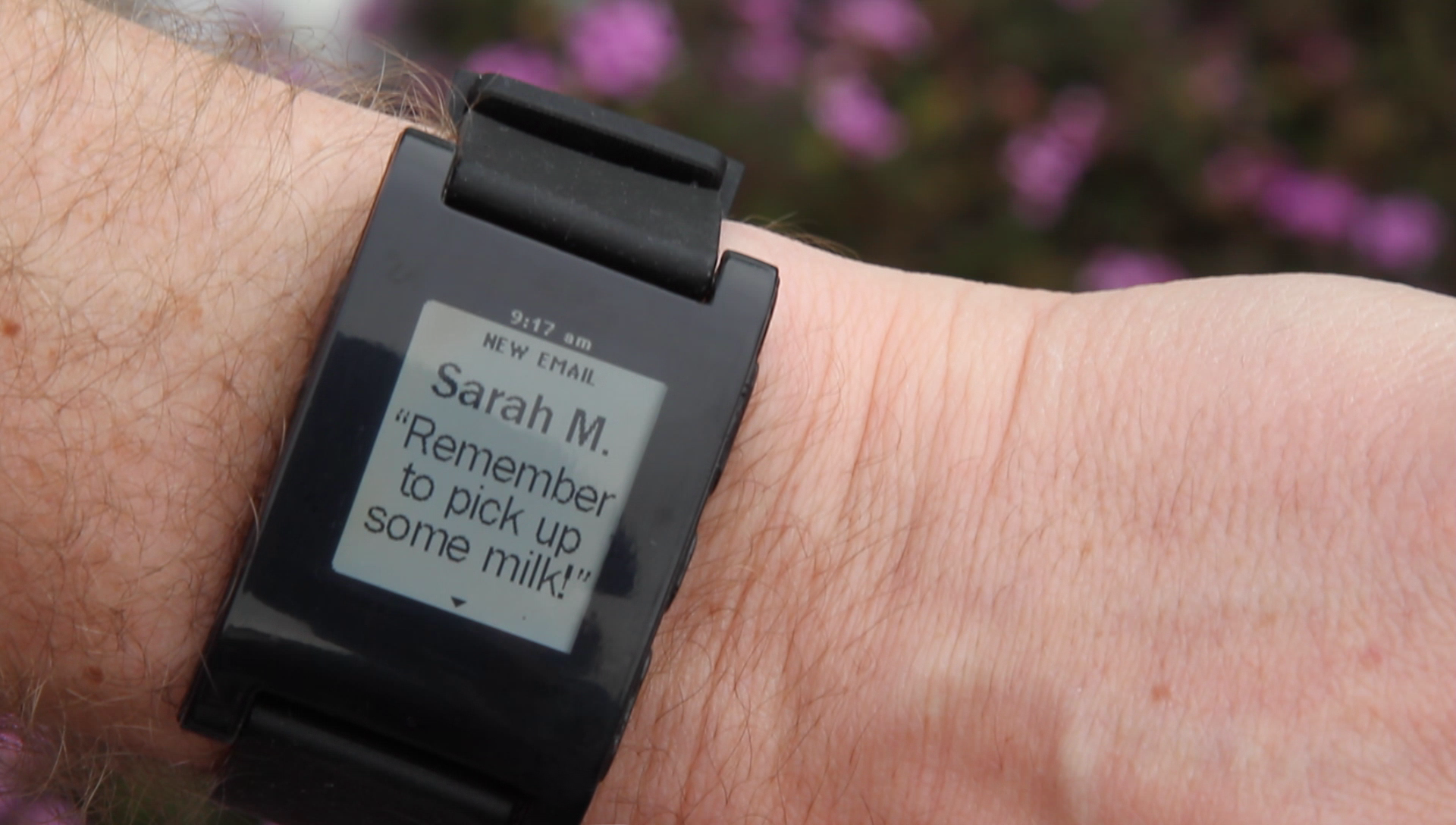
Pebble E-Paper Watch

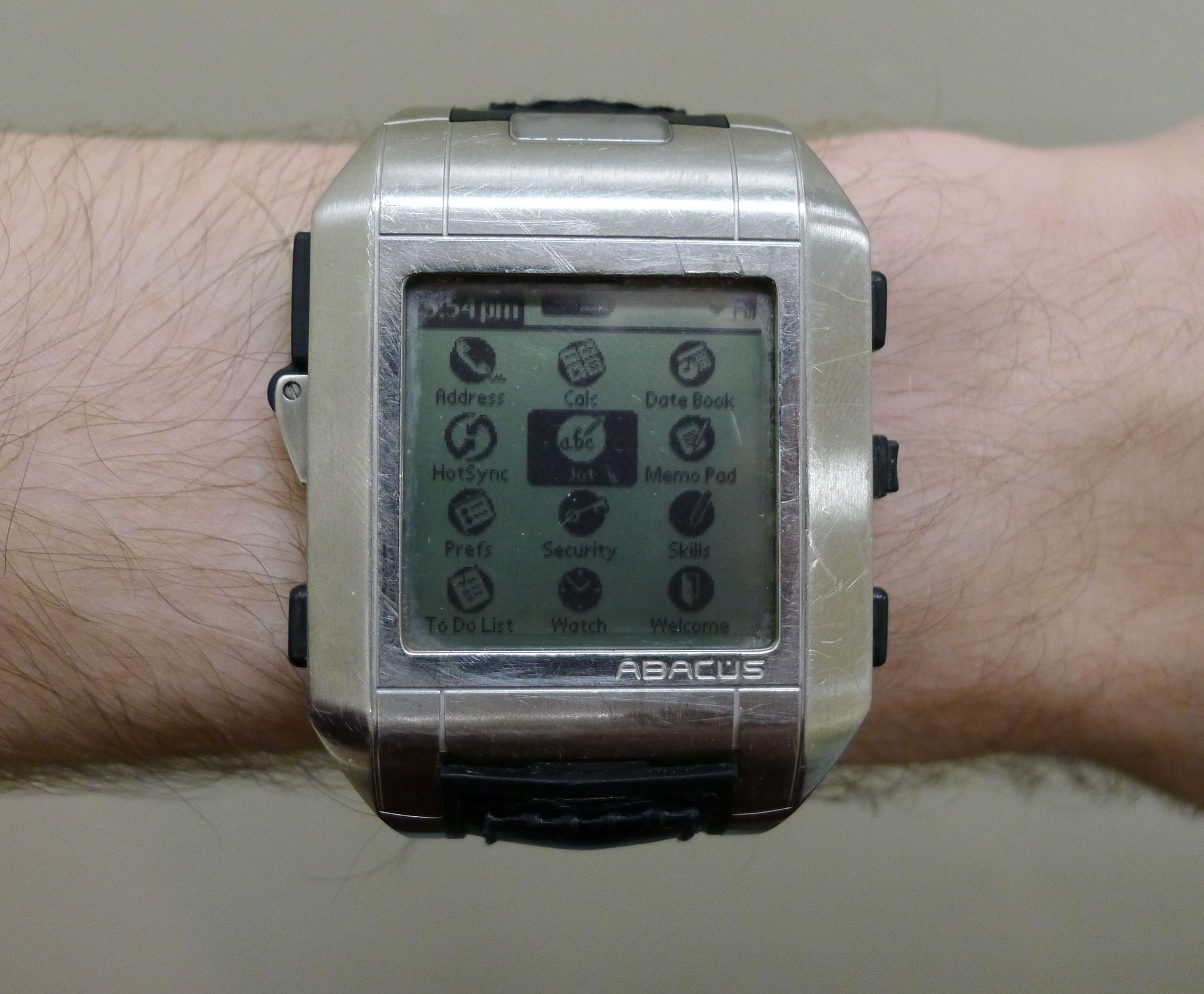
Fossil Wrist PDA mit Palm OS

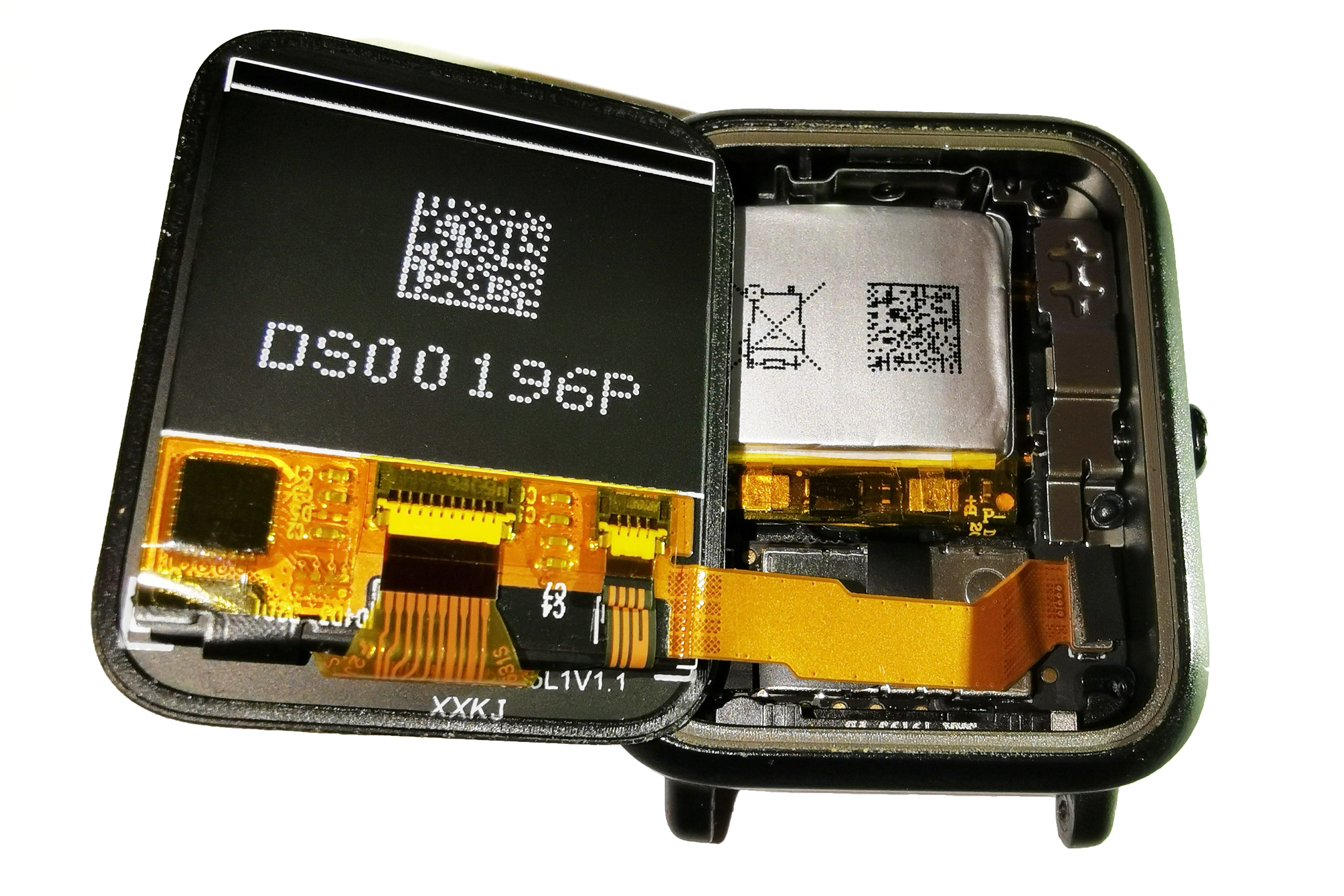
Innenansicht der Amazfit Bip

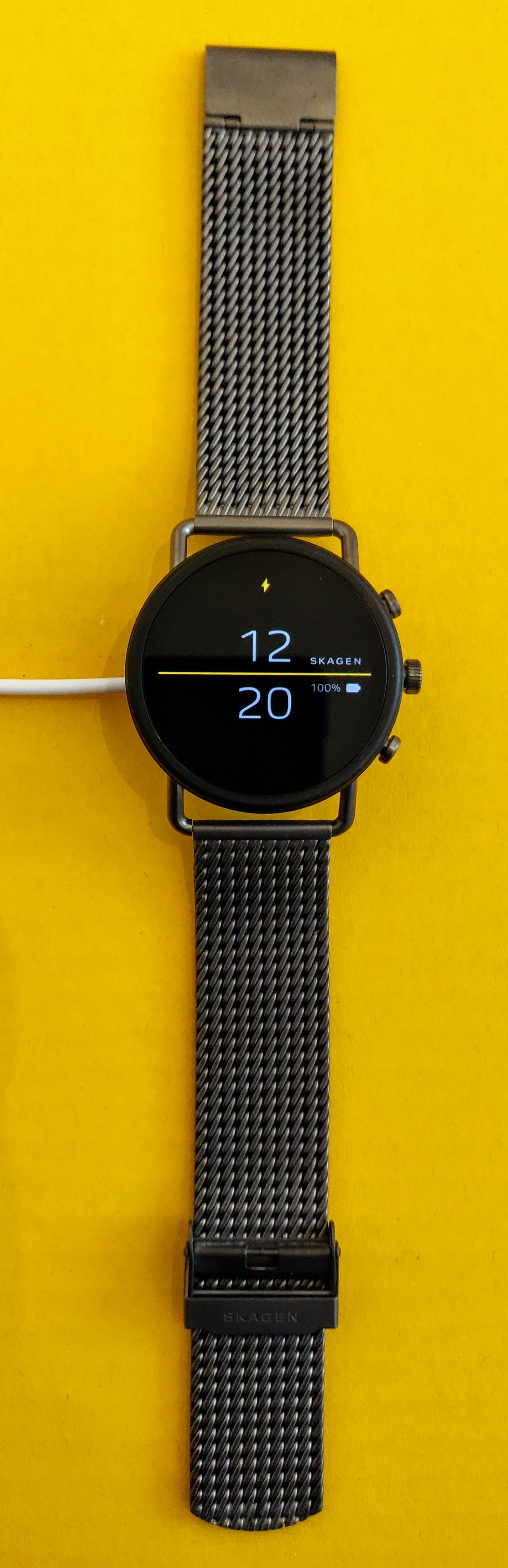
Smartwatch Skagen Falster 3

Eine Smartwatch (englisch für „schlaue Uhr“) ist eine elektronische Armbanduhr („Wearable“), die über zusätzliche Sensoren, Aktuatoren (z. B. Vibrationsmotor) sowie Computerfunktionalitäten und -konnektivitäten verfügt. Wesentliches Merkmal von Smartwatches ist, dass sich neben der Uhrzeit weitere Informationen darstellen lassen und der Anwender zusätzliche Funktionen über Programme („Apps“) individuell aufrüsten kann. Im Marketing werden gelegentlich auch Superwatches und Activity Tracker, welche zwar unterschiedliche vorinstallierte Programme besitzen, sich jedoch nicht durch den Anwender um weitere Programme erweitern lassen, irreführend als Smartwatch beworben. Moderne Geräte vereinen oft die Funktionen von Smartwatch und Fitnesstracker.

## Geschichte
Nach der Handyuhr, die seit den 1930er Jahren durch Detektiv Dick Tracy, Knight Rider und andere als fiktives Spionage-Gadget galt, seit 1993 auch als reales Produkt auf dem Markt verfügbar ist und mit einer eigenen SIM-Karte betrieben wird, entstand durch die Synchronisation mit Smartphones auch die Smartwatch. Die grundlegende Funktion von Smartwatches war die Darstellung von Informationen, die üblicherweise das Handy/Smartphone dem Nutzer mitteilt, beispielsweise über eingehende SMS oder Name des aktuellen Anrufers. Dadurch sollte erreicht werden, dass das Smartphone nicht jedes Mal aus der Tasche geholt werden muss. Durch die Konnektivität wurden weiterhin die Darstellung von Wetterinformationen, Web-2.0-Nachrichten etc. möglich. Durch die Nutzung neuer Konzepte wie z. B. Sensor-Fusion, der Mensch-Maschinen-Schnittstelle und neuen Bedienkonzepten wurden zahlreiche neue Anwendungsgebiete erschlossen.

### Gerätehistorie
- 1990 brachte Casio mit der VDB-1000 eine Digitaluhr auf den Markt, die über einen resistiven Touchscreen und Apps wie Wecker, Kalender, Telefonbuch und eine passwortgeschützte Notizfunktion verfügte. Das Gerät wird in beschränktem Umfang als Vorläufer der Smartwatches angesehen, jedoch gab es keinerlei Konnektivität zum Internet oder Mobiltelefonen.[2]
- Auf der Consumer Electronics Show (CES) 2003 in Las Vegas stellte Microsoft seine SPOT-Uhr[3] (Smart Personal Objects Technology) vor, die bereits ausgewählte Informationen aus dem Internet visualisieren konnte.
- 2008 stellte Sony Ericsson die MBW-150 vor, die neben Informationsdarstellungen zum Beispiel auch die Musikwiedergabe des Handys mittels Bluetooth steuern konnte.
- Die Chronos[4] von Texas Instruments wurde 2010 in den deutschen Markt eingeführt und wies als Besonderheit die Nutzung von Beschleunigungs- und Luftdrucksensoren auf.
- Die Meta Watch[5] konnte seit 2011 mit Android-Smartphones kommunizieren.
- In demselben Jahr wurde die Schweizer Notrufuhr Limmex[6] mit eingebautem Handy auf den Markt gebracht.
- Seit 2012 sind Sony SmartWatch[7] mit Farbdisplay, Pebble[8] mit E-Paper-Display, I’m Watch,[9] WIMM One und inPulse[10] von Verizon Wireless angekündigt oder verfügbar. Ferner sind Modelle von Casio[11] und VEA[12] angekündigt oder verfügbar.
- Im Juni 2013 kündigte Sony den Nachfolger Smartwatch 2[13] (SW2) an.
- Seit September 2013 gibt es die Samsung Gear-Reihe.
- Weitere Projektvorstellungen im Jahr 2013 sind Agent[14] und Kreyos Meteor.[15] Letzteres stellt bis dato das erste Smartwatchmodell dar, das über Gestenerkennung und Sprachsteuerung verfügt.
- Mit Android Wear stellte Google eine Smartwatch-Plattform vor, die, gekoppelt mit einem Android-Smartphone, automatisch relevante Informationen anzeigt und eine tiefe Integration der Google-Sprachsuche bietet. Erste Geräte sind die LG G Watch und die Samsung Gear Live.
- Anfang 2014 kündigte Motorola mit der Moto 360 die erste runde Smartwatch an.[16] Die Uhr kam im November 2014 zusammen mit der LG G Watch R auf den Markt.[17]
- Am 9. September 2014 stellte Apple die Apple Watch vor. Sie erscheint in drei Versionen, der Apple Watch, Apple Watch Sport und Apple Watch Edition.[18]
- Im Februar 2015 kündigten gleich drei traditionelle Schweizer Uhrenhersteller eigene Smartwatches an. Die beiden Hersteller Mondaine (mit dem Modell Helvetica 1 Smartwatch), Zürich,[19] und Frédérique Constant, Genf, kombinieren eine traditionelle Quarzarmbanduhr und analoge Zeigeranzeige mit zusätzlichen Fitness- und Weckerfunktionen, welche jedoch nur zusammen mit einem Smartphone oder Tabletcomputer nützlich sind. Solche Lösungen haben zwar einen beschränkten Funktionsumfang, sind jedoch wesentlich stromsparender als Smartwatches mit elektronischer Digitalanzeige und Hintergrundbeleuchtung. So hat die Uhr von Frédérique Constant eine Batterienutzungsdauer von über zwei Jahren.[20] Die Swatch Touch Zero One hat einen gewölbten Bildschirm mit einem Touchscreen und integrierte Fitnessfunktionen. Später sollen Ausführungen mit integrierter Bezahlfunktion und/oder zum Betätigen elektronischer Türschlösser folgen. Dabei wird auf standardisierte drahtlose Übertragung vom Typ Near Field Communication (NFC) gesetzt.[21]
- Im März 2015 stellte Huawei die erste Huawei Watch vor, 2023 erschien dann die Huawei Watch Buds, eine Smartwatch mit aufklappbaren Display und integrierten Kopfhörern.[22]
- Mitte 2018 folgte auf die Samsung Gear-Reihe die Samsung Galaxy Watch, 2021 entwickelte Samsung dann zusammen mit Google das mobile Betriebssystem Wear OS weiter.
- Im Oktober 2022 stellte auch Google mit der Pixel Watch eine Smartwatch vor.
- Auch Xiaomi, Honor, Oppo Electronics und OnePlus haben eigene Smartwatches in ihrem Produktlineup.

## Beschreibung

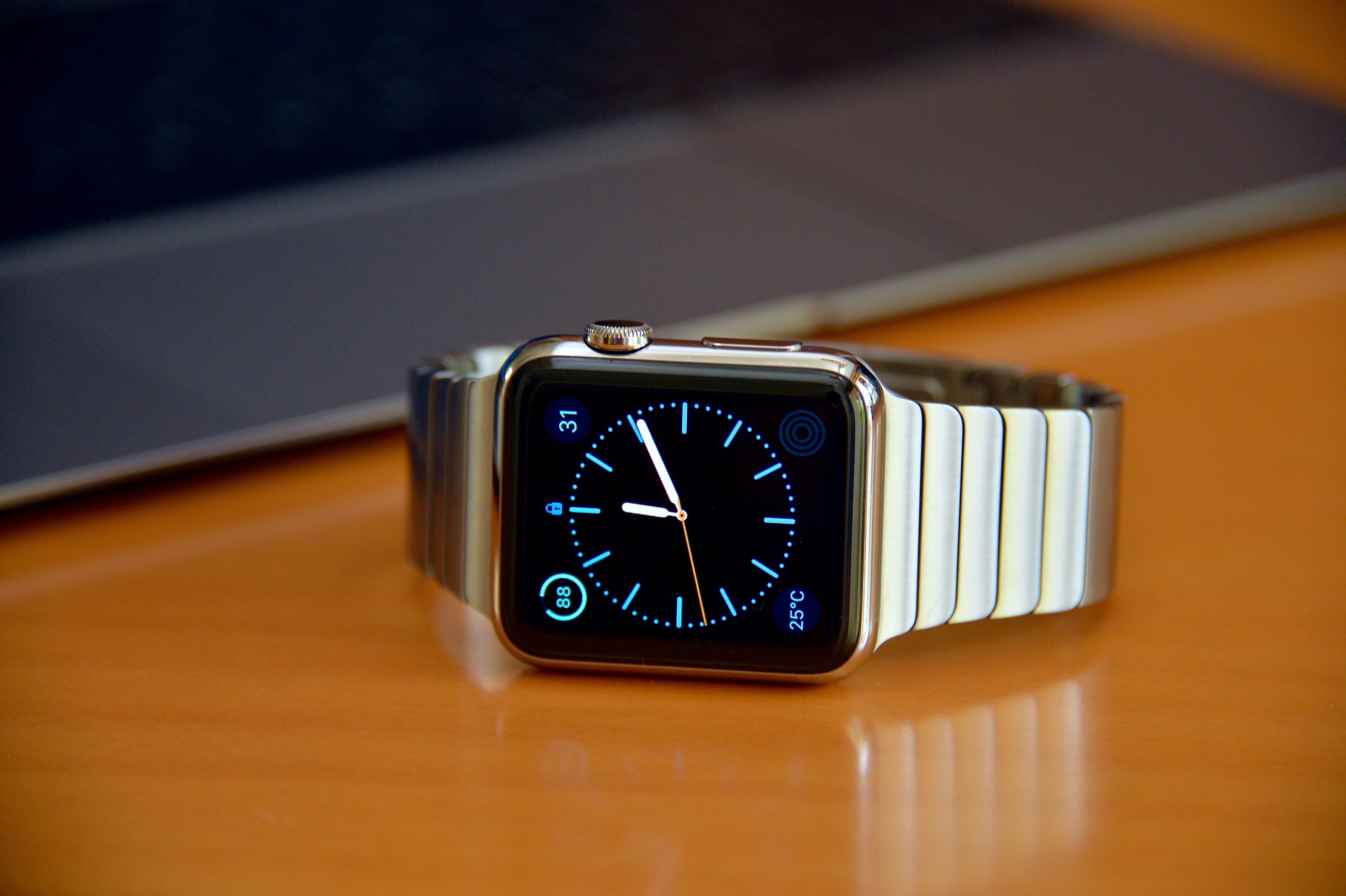
Apple Watch

Smartwatches verfügen über die Baugröße von Armbanduhren, können jedoch weitere Informationen über das Display darstellen, zum Beispiel den Nutzer durch einen Vibrationsalarm informieren sowie die aktuelle Situation über die Sensorik erfassen. Dadurch kann der Verbraucher beobachtet und situationsspezifisch unterstützt werden sowie durch Interaktionen Befehle ausführen, um andere Geräte zu steuern. Üblicherweise können sich Smartwatches drahtlos über Bluetooth mit einem Smartphone mit einer geeigneten Mobile App verbinden und Daten bidirektional austauschen, da nur so die volle Funktionalität heutiger Geräte ausgeschöpft werden kann. Smartwatches sind in der Regel mit wiederaufladbaren Batterien versehen, die regelmäßig aufgeladen werden müssen.

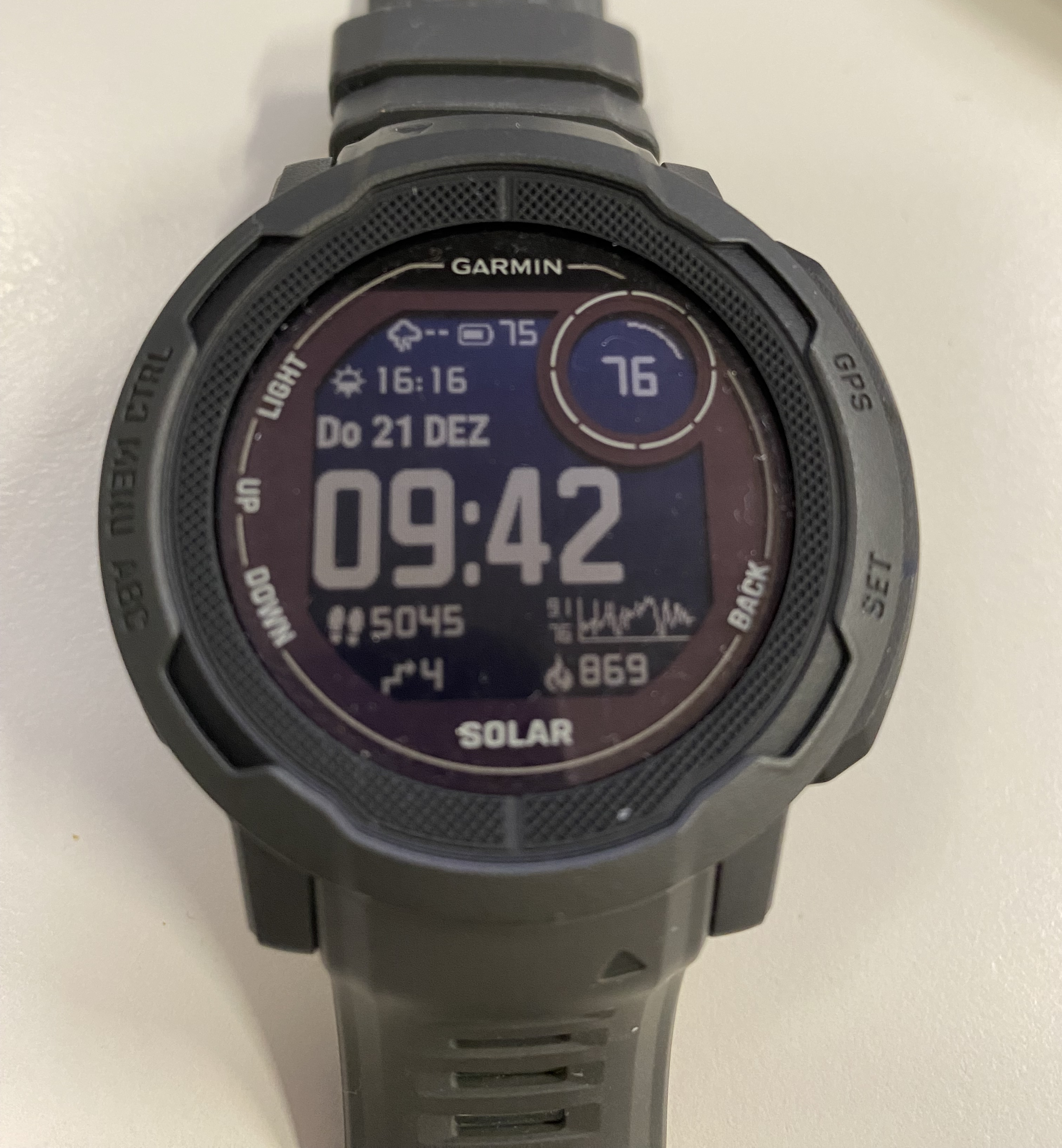
Garmin Instinct mit Daten zu Wetter, Sonnenzeiten, Gesundheitsdaten und Bewegung des Nutzers

Die Smartwatches verwenden meist proprietäre Betriebssysteme (z. B. WatchOS von Apple) oder Android. Google kündigte im März 2014 eine eigene Android-Version für Smartwatches und vergleichbare Geräte mit dem Namen Android Wear an. Nachdem das Betriebssystem von den Herstellern nicht verwendet und von Google vernachlässigt wurde, kooperieren seit 2021 Samsung und Google zur Verbesserung von Wear OS.
Die Betriebsdauer einer Smartwatch ohne Wiederaufladung ist stark durch die Art der Anzeige, die Elektronikkomplexität und die Konnektivität beschränkt. Herstellerangaben geben Laufzeiten von einem Tag (Apple Watch) bis zu einigen Tagen, in Sonderfällen mit eingeschränktem Funktionsumfang sogar bis zu zwei Jahren, an.
Bei einem Test der Stiftung Warentest (Oktober 2015) wurde keines der zwölf geprüften Geräte im Preisbereich bis 700 Euro gut beurteilt. Kritisiert wurden neben dem Datensendungsverhalten auch die umständliche Handhabung und die kurzen Akkulaufzeiten. Im Dezember 2019 lautete das Fazit „Weniger smart als versprochen“, jedoch erhielten diesmal zwei der dreizehn getesteten Smartwatches das Testurteil „Gut“.

## Anwendungsgebiete
Smartwatches sind typische Produkte für Privatanwender, aber auch im industriellen Umfeld anwendbar. Die Anwendungsgebiete sind vielfältig, können jedoch grob in Sport, Gesundheit und erweiterte Smartphone-Funktionen unterteilt werden.

### Sport
Smartwatches werden zunehmend auch als Sportuhren verwendet. Durch die integrierte Technik können Herzfrequenz sowie Puls gemessen und Bewegungen aufgezeichnet werden.  Mit Hilfe dieser Daten ist es möglich, das Training einer Person effizienter zu gestalten und einen individuellen Trainings- und Pulsbereich zu ermitteln.
Bestimmte Smartwatches erstellen auch personalisierte Trainingspläne, die aufgrund der vielen gesammelten Daten auf den Nutzer zugeschnitten sind. Strecken und Trainingspläne für Outdoor-Sportarten können vorher geplant und als Navigationshilfe mit GPS genutzt werden, oder während der Aktivität aufgezeichnet und ausgewertet werden.

### Gesundheit
Durch die Sensorik ist das Erkennen von Anomalien möglich, was beispielsweise die Anwendung für ältere Menschen (Sturzerkennung, Assistenz, Epilepsie), bei gefährdeten Arbeitsplätzen oder medizinische Anwendungen erlaubt. Auch für die Erkennung von Herzrhythmusstörungen – etwa Vorhofflimmern – werden Smartwatches eingesetzt. Seit 2019 gibt es auch ein Modell, welches den Blutdruck messen kann. Einige Uhren bieten auch eine Pulsoximeter-Messung der Sauerstoffsättigung im Blut.
2023 sind zwei Firmen mit einer Smart Watch in Europa am Markt, die Blutdruck über ein Armband am Handgelenk messen kann (Samsung und Aktiia), Apple hat diese Funktion für 2024 angekündigt. Hauptartikel → Manschettenfreie Blutdruckmessung

### Erweiterte Smartphone-Funktionen
Klassische Anwendungen sind auch Uhrzeitangaben durch Vorlesen der Uhrzeit, Erinnerungsfunktionen, Zeiterfassung, Benachrichtigungen oder die Aktivitätserkennung. Weitere Anwendungen sind die erleichterte Zeit- und Alarmeinstellung der Uhr vom entsprechenden Smartphone aus, ein Signal zum Auffinden eines verlegten Handys oder die Freigabe einer Sammlung von heiklen Daten (Passwörter usw.).
Weitere Anwendungen sind Telefonieren, das Empfangen und Beantworten von E-Mails sowie das Starten von Videoaufnahmen und Fotos auf verbundenen Kameras. Smartwatches können eine SIM-Karte enthalten und damit für bestimmte Funktionen unabhängig vom Smartphone verwendet werden: z. B. einen Notruf absetzten, wobei die Uhren zur schnelleren Hilfeleistung von Rettungskräften geortet werden können. Beim E-Mail-Empfang ist zu beachten, dass es Probleme geben kann, weil das hierfür notwendige Passwort im Gerät gespeichert ist.

### Kontaktlose Zahlung
Smartwatches ermöglichen auch die kontaktlose Zahlung per NFC. Dies ist an Services wie Google Pay oder Apple Pay und die Banken, die mit ihnen zusammenarbeiten, gebunden. Der Zahlungsdienst wird mit dem Smartphone eingerichtet und kann dann auch verwendet werden, ohne das Handy mitzuführen.

## Absatz und Umsatz in Deutschland
Laut gfu Verband wurden bei Smartwatches im Jahr 2021 ein Umsatz von insgesamt 1,3 Mrd. Euro erzielt. Die Absatzzahl wird auf rund 4,7 Mio Geräte geschätzt. Laut gfu liegt der Durchschnittspreis für eine Smartwatch 2021 bei 180 Euro.

## Verkaufszahlen und Marktanteile
Der Verkauf von Smartwatches legt weltweit zu. Anfang Februar 2018 wurde bekannt, dass Apple mit der Apple Watch im vergangenen Jahr gut 18 Mio. Exemplare verkauft hat. Somit hat Apple die gesamte Schweizer Uhrenindustrie hinter sich gelassen.
Apple ist mit 51,4 % der Hersteller mit dem größten Marktanteil. Der nächstgrößere ist Garmin mit 9,4 %, danach kommen Huawei (8,3 %) und Samsung (7,2 %). Wear OS by Google spielt im Vergleich zum Smartphone Markt eine sehr geringe Rolle. 2021 kündigten Samsung und Google an, ihre Betriebssysteme Tizen OS und Wear OS zu verschmelzen.

## Datenschutz
Anfang Dezember 2016 stellten die Datenschutzbehörden mehrerer deutscher Bundesländer sowie der deutsche Bundesbeauftragte für den Datenschutz und die Informationsfreiheit fest, dass keines von 16 getesteten Wearables die datenschutzrechtlichen Bestimmungen erfüllt habe.
Smartwatches haben Zugang zu besonders sensiblen Nutzerdaten wie Gesundheitsinformationen, Aufenthaltsort und Bewegungsmuster des Nutzers, Kontaktlisten, und Kreditkarten für Zahlungsdienste. Daher sollten Nutzer sich bewusst sein, welche Daten erfasst werden, und welche von Apps und Drittanbietern ausgelesen, verwendet oder weitergegeben werden. Es wird empfohlen, Apps mit Passwort oder PIN zu schützen, und Datenverbindungen wie Bluetooth nur bei Bedarf zu aktivieren.